# Lara (nome)
Lara  è un nome proprio di persona italiano femminile.

## Origine e diffusione
Il nome ha una doppia origine. In primo luogo, si tratta di una ripresa di Лара (Lara), un ipocoristico del nome russo Лариса (Larisa, l'italiano Larissa); in italiano, tale nome si è diffuso per via letteraria a partire dal 1800, grazie all'opera di Lord Byron Lara (1814) e alla fama della Contessa Lara; nel secolo successivo è stato ulteriormente popolarizzato, anche in inglese, dal grande successo del romanzo di Boris Pasternak Il dottor Živago e dell'omonimo film da esso tratto, in cui la protagonista femminile porta questo nome.
In secondo luogo, può riprendere il nome di Lara (o Larunda o Laronda), una ninfa della mitologia romana madre dei Lari; il nome di tale figura viene ricondotto al latino lār ("casa", "dimora"), al greco λάρος (laros, un tipo di uccello acquatico) o al greco λαλέω (laleo, "parlare").
Oltre che in italiano e in russo, Lara è diffuso anche in inglese, tedesco, francese, spagnolo, catalano, portoghese, olandese, ungherese, sloveno e croato.

## Onomastico
Il nome è adespota, cioè non è portato da alcuna santa, quindi l'onomastico si può festeggiare il 1º novembre, per Ognissanti. In alternativa si può festeggiare il 26 marzo per santa Larissa, venerata dalla Chiesa ortodossa greca e russa.

## Persone

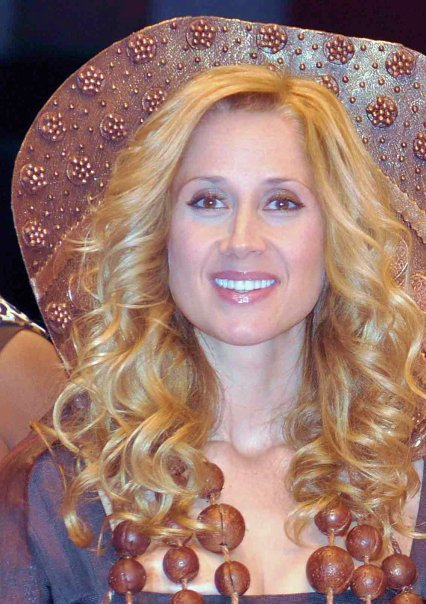
Lara Fabian

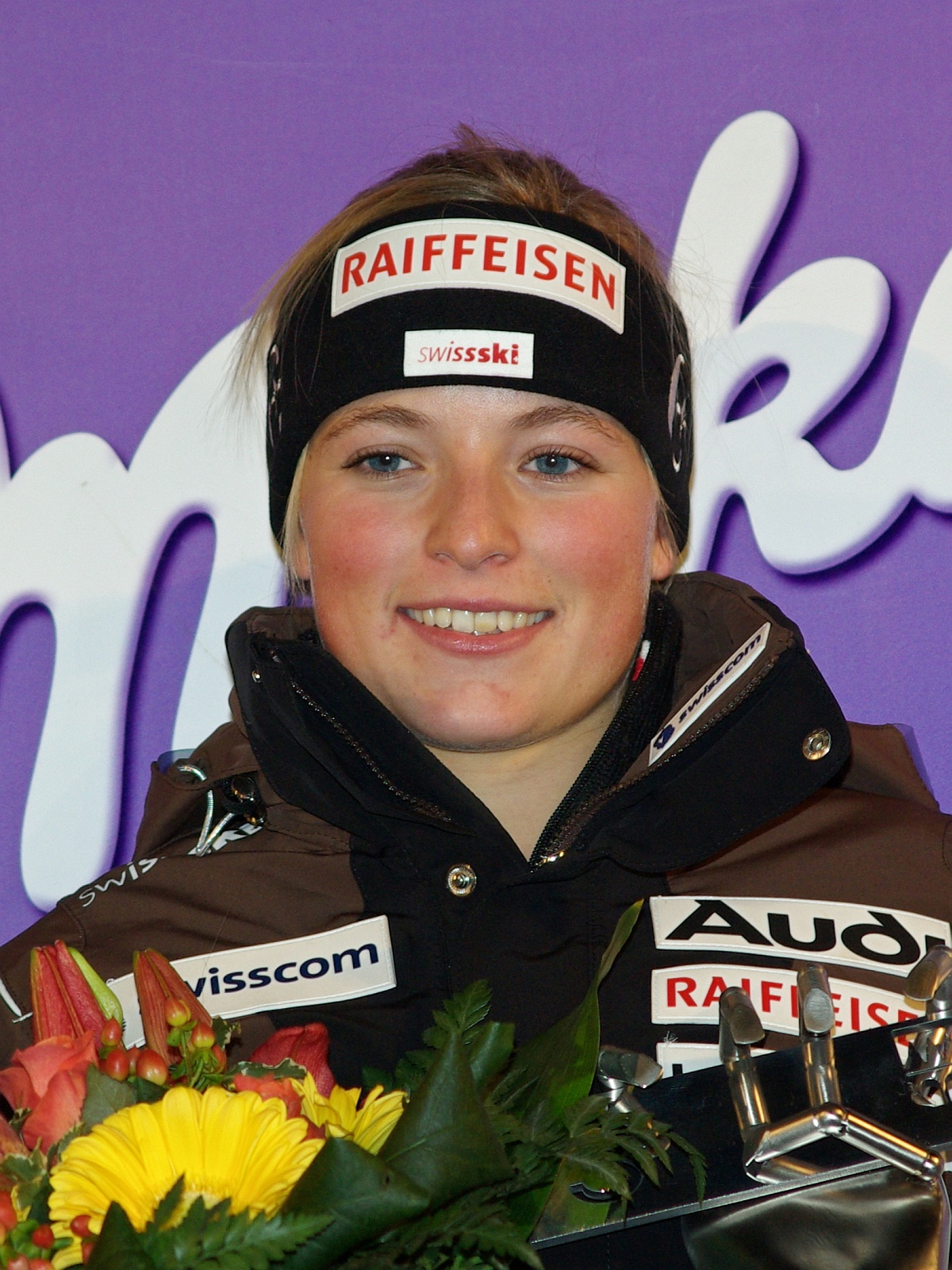
Lara Gut

Lara Veronin

- Lara Arruabarrena Vecino, tennista spagnola
- Lara Belmont, attrice inglese
- Lara Bianconi, nuotatrice italiana
- Lara Buscè, scrittrice e politica italiana
- Lara Cardella, scrittrice italiana
- Lara Carroll, nuotatrice australiana
- Lara Comi, politica italiana
- Lara Cox, attrice australiana
- Lara Dutta, attrice e modella indiana
- Lara Fabian, cantautrice e compositrice belga naturalizzata canadese
- Lara Flynn Boyle, attrice statunitense
- Lara Gut, sciatrice alpina svizzera
- Lara-Joy Körner, attrice tedesca
- Lara Komar, attrice italiana
- Lara Magoni, dirigente sportiva e sciatrice alpina italiana
- Lara Martelli, cantautrice italiana
- Lara Nakszyński, attrice, produttrice cinematografica e musicologa tedesca
- Lara Parmiani, attrice, cantante, doppiatrice e autrice italiana
- Lara Pulver, attrice britannica
- Lara Jo Regan, fotografa statunitense
- Lara Robinson, attrice australiana
- Lara Saint Paul, cantante italiana
- Lara Stone, supermodella olandese
- Lara Veronin, cantante e musicista statunitense naturalizzata taiwanese
- Lara Wendel, attrice e produttrice cinematografica tedesca

## Il nome nelle arti
- Larisa "Lara" Antipova è la protagonista femminile del romanzo di Boris Pasternak, Il dottor Živago. Celebre è il "Tema di Lara", firmato da Maurice Jarre, brano musicale del film omonimo tratto dal romanzo nel 1964 e oscar alla migliore colonna sonora. Il tema di Lara è stato usato come colonna sonora anche in Fantozzi in paradiso.
- Lara Croft è la protagonista della serie di videogiochi Tomb Raider e di un film d'azione da esso tratto.
- Lara Lor-Van è un personaggio dei fumetti DC Comics.
- Lara Martinelli è un personaggio della soap opera Un posto al sole.
- Lara Paladini è un personaggio del romanzo di Sandro Veronesi Caos calmo.
- Lara Rubino è un personaggio della serie televisiva Il commissario Manara.
- Lara fu il primo nome dato in Italia al personaggio di Lalah, nella serie anime Mobile Suit Gundam.
- Amami Lara è una canzone di Eugenio Finardi.